# Reinhardshof

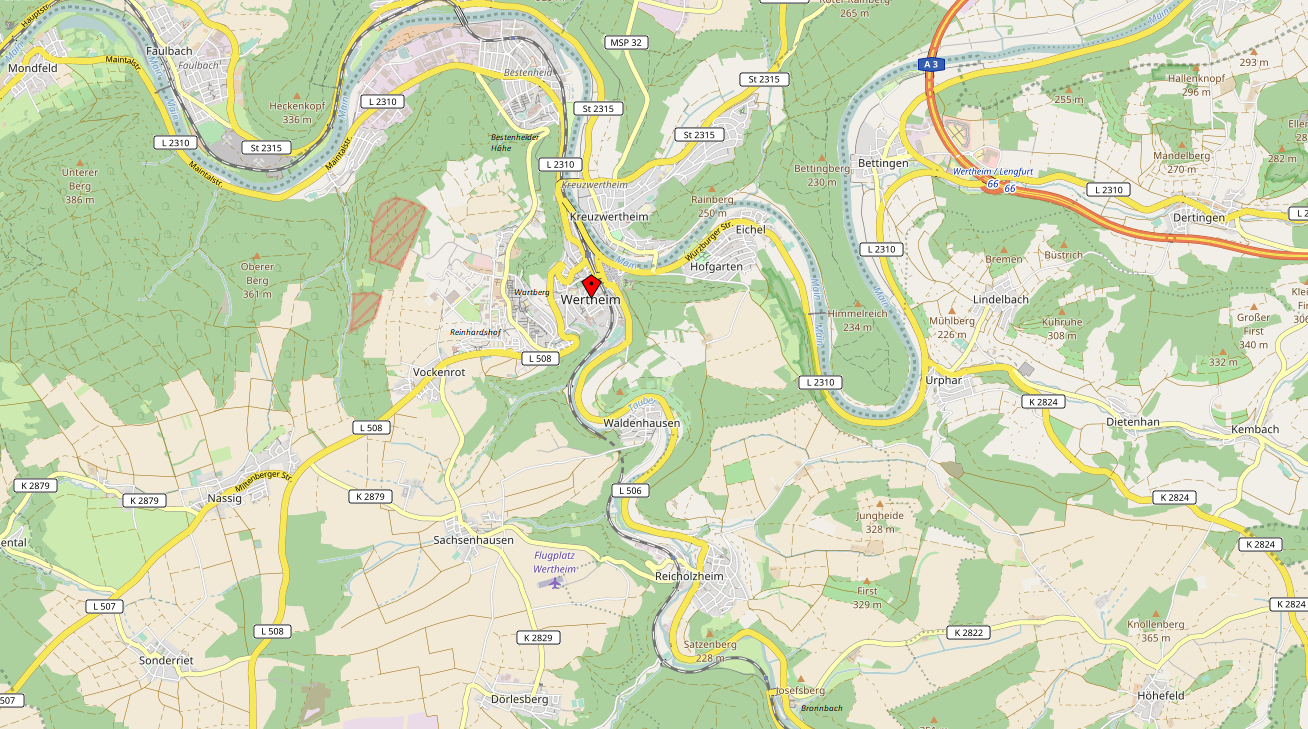
Der Reinhardshof liegt auf einer Anhöhe westsüdwestlich vor Wertheim.

Reinhardshof ist ein Stadtteil der Großen Kreisstadt Wertheim im baden-württembergischen Main-Tauber-Kreis im Regierungsbezirk Stuttgart.

## Geographie

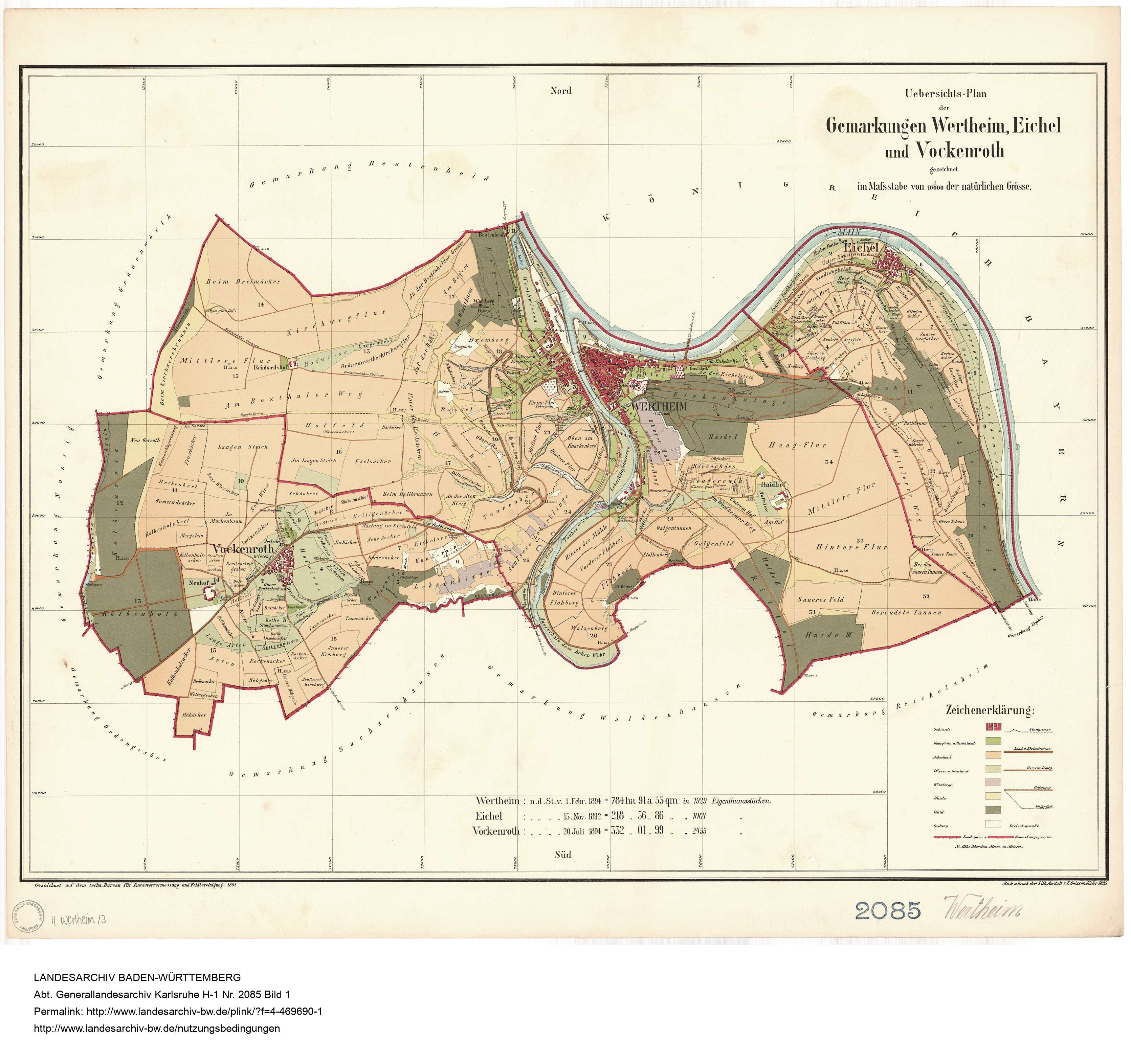
Auf einer Gemarkungsübersicht der Kernstadt Wertheim um 1895 war der heutige Stadtteil Reinhardshof noch ein Einzelhof

Reinhardshof liegt 285 m ü. NHN im Westen der Gemarkung der Kernstadt an der Landesstraße 508.

## Geschichte
Ursprünglich war der Reinhardshof ein landwirtschaftliches Anwesen. 1937 wurde das Areal als Flugplatz und Kasernenanlage der Deutschen Reichsluftwaffe vereinnahmt. Nach Ende des Zweiten Weltkriegs wurde die Kasernenanlage zunächst als Lager für Kriegsgefangene und Zwangsarbeiter, später als Unterkunft für Vertriebene und Flüchtlinge genutzt. Ab 1952 wurde sie als Stützpunkt von den US-Streitkräften übernommen, genannt Peden Barracks.
Nach dem Abzug des US-Militärs wurde das Gebiet im Rahmen einer Konversion in einen modernen, attraktiven Stadtteil umgewandelt. Zur Infrastruktur gehören heute Einkaufsmöglichkeiten, Gastronomie, Dienstleistungs- und Industriebetriebe, Sportanlagen, Kindergarten und Grundschule. 2016 entstand die neue Rotkreuzklinik.
Am 31. Dezember 2022 hatte Reinhardshof 956 Einwohner.

## Religion

### Christentum
Reinhardshof ist protestantisch geprägt. Die Michaelskirche dient den Protestanten, die zur Pfarrgemeinde des Stadtteils Wartberg (Kirchenbezirk Wertheim) gehören, als Gotteshaus. Die hier lebenden Katholiken gehören zur Pfarrgemeinde der Kernstadt Wertheim (Dekanat Tauberbischofsheim).

### Islam

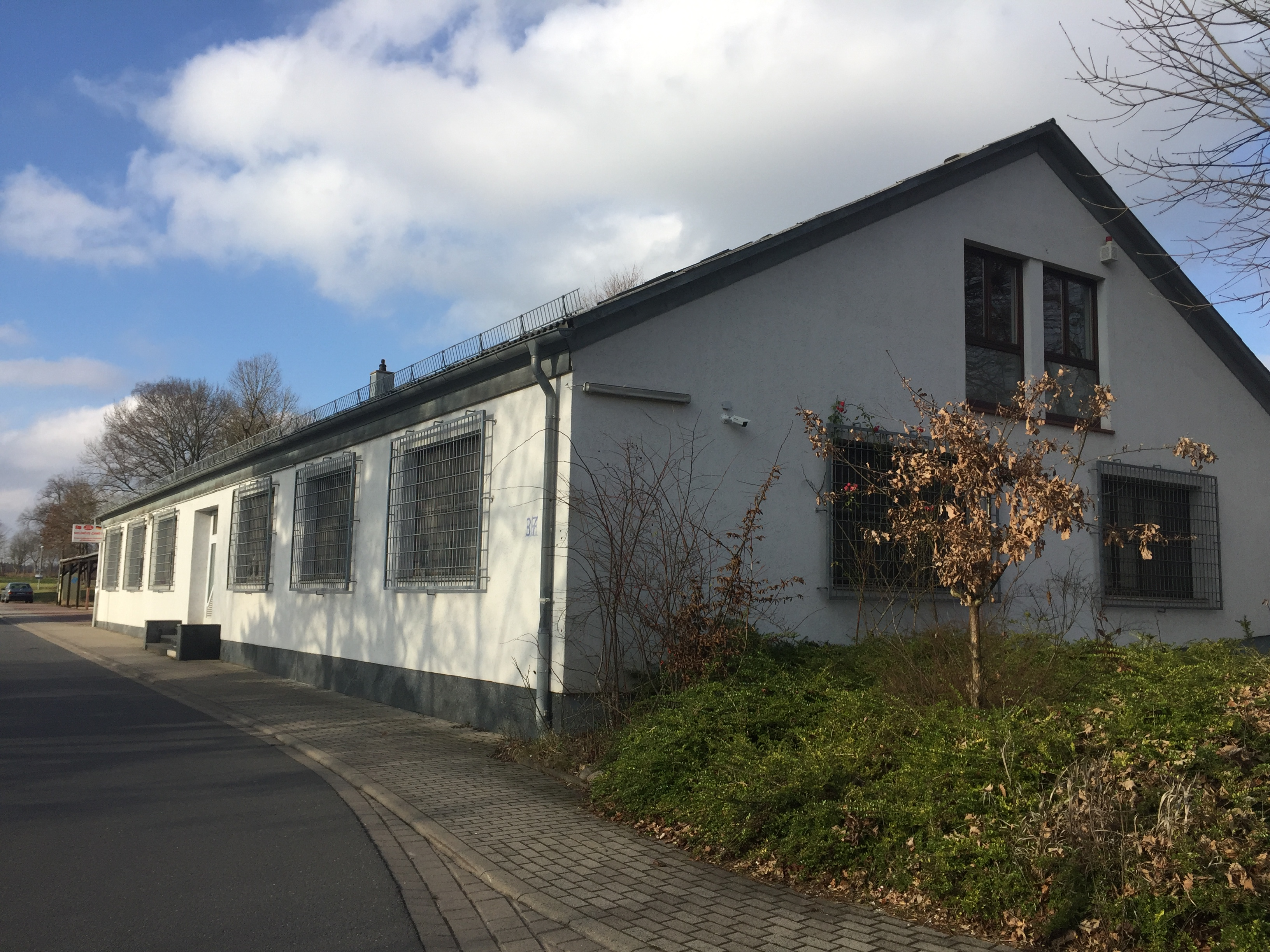

Mit der Selimiye-Moschee Wertheim besteht im Stadtteil Reinhardshof seit 2009 ein islamisches Gebetshaus für hauptsächlich türkischstämmige Muslime. Die Moschee wird vom Moscheeverein Türkisch-Islamische Gemeinde zu Wertheim e. V. betrieben, der Mitglied des Dachverbandes DİTİB ist.

## Politik
Der Stadtteilbeirat Reinhardshof besteht aus dem Vorsitzenden Walter Ploch und acht weiteren Stadtteilbeiräten, von denen zwei das Wohngebiet Bestenheider Höhe vertreten.